# Winter-Asienspiele 2025/Teilnehmer (Tadschikistan)
| Gelbes Symbol für Goldmedaillen mit stilisierten Olympischen Ringen | Graues Symbol für Silbermedaillen mit stilisierten Olympischen Ringen | Braundes Symbol für Bronzemedaillen mit stilisierten Olympischen Ringen |
| ------------------------------------------------------------------- | --------------------------------------------------------------------- | ----------------------------------------------------------------------- |
| —                                                                   | —                                                                     | —                                                                       |

Tadschikistan nahm mit 4 Athleten an den Winter-Asienspiele 2025 in Harbin teil.

## Teilnehmer nach Sportarten

### Ski Alpin
| Athleten               | Wettbewerbe | 1. Lauf     | 1. Lauf | 2. Lauf     | 2. Lauf | Gesamt      | Gesamt |
| Athleten               | Wettbewerbe | Zeit        | Rang    | Zeit        | Rang    | Zeit        | Rang   |
| ---------------------- | ----------- | ----------- | ------- | ----------- | ------- | ----------- | ------ |
| Männer                 |             |             |         |             |         |             |        |
| Ikromiddin Abdullozoda | Slalom      | 1:09,55 min | 43      | 1:08,35 min | 37      | 2:17,90 min | 37     |
| Mahmadrajab Kholikov   | Slalom      | 1:03,55 min | 40      | 1:05,65 min | 35      | 2:09,20 min | 35     |
| Saidashraf Eshonov     | Slalom      | 1:00,93 min | 36      | 1:01,95 min | 32      | 2:02,88 min | 32     |
| Mirali Marufjoni       | Slalom      | 1:01,79 min | 39      | 1:03,23 min | 34      | 2:05,02 min | 33     |